# Кибальчич (Київ)
Киба́льчич — житловий масив в Дніпровському районі Києва, мікрорайон на півночі Воскресенки, розташований вздовж вулиці Миколи Кибальчича. Проектна назва — Північний мікрорайон Воскресенського масиву Сучасна назва — на честь терориста-народника та автора схеми першого у світі реактивного літального апарата Миколи Кибальчича.
Споруджений в кінці 1970-х — початку 1980-х років на місці луків між Воскресенським масивом і селами Вигурівщина та Троєщина. Обмежується вулицею Миколи Кибальчича, проспектом Романа Шухевича і Воскресенським проспектом. Архітектори — В. М. Колчинський та А. М. Цуркан.
Масив забудовано 9, 12 і 16-поверховими житловими будинками серій 1-464А, 111-96, II-87, ММ-640, БПС та КТ. У східній частині мікрорайону розташовані універсам № 7 (колишній «Десна» та «Фуршет»), ринок «Десна» і комплекс побутового обслуговування. З іншими районами міста мікрорайон пов'язаний автобусними, тролейбусними та трамвайними маршрутами.